# Ialînkuvate, Skole
Ialînkuvate (în ucraineană Ялинкувате) este un sat în comuna Voloseanka din raionul Skole, regiunea Liov, Ucraina.

## Demografie
Componența lingvistică a localității Ialînkuvate
     Ucraineană (100%)
Conform recensământului din 2001, toată populația localității Ialînkuvate era vorbitoare de ucraineană (100%).